# Louis-Pilate de Brinn’Gaubast
Louis-Édouard-Léon Pilate dit Louis-Pilate de Brinn’Gaubast né le 11 avril 1865 à Bois-Mallet (ou Mallet) dans l'État de Louisiane et mort le 28 juin 1944 à Bruxelles, est un écrivain, libraire et traducteur français.

## Biographie
À la mort de son père installé à la Nouvelle-Orléans et issu d'une famille protestante émigrée, Louis Pilate est confié, encore enfant, à la garde de son oncle établi à Lille,.
Devenu très jeune enseignant en histoire à Charleville en 1881, il démissionne et part vivre à Paris. Il fréquente alors Montmartre et le Cercle de la Butte, ainsi que le Quartier Latin, les réunions d'écrivains, en compagnie notamment d'Alfred Vallette, de la romancière Rachilde, de Gabriel Randon qui deviendra Jehan Rictus... Il poursuit ses études à l'École des hautes études, section histoire et philologie, en bénéficiant d'une bourse. Il réside alors 17 rue Claude-Bernard. Avec Anatole Baju, il invente des poésies loufoques qu'il prête au général Boulanger dans Le Décadent.
Le 6 octobre 1887, Brinn'Gaubast devient le précepteur du jeune Lucien Daudet et s'installe dans la propriété d'Alphonse Daudet, à Champrosay. Durant les deux ans de cette occupation, il rédige un journal intime, rapportant toutes les conversations de la famille Daudet. Ce dernier l'encourage dans ses débuts littéraires, et Brinn'Gaubast publie bientôt, en 1888, un roman, Fils adoptif, et des Sonnets insolents. En juin de cette année-là, il s'empare chez les Daudet des brouillons des Lettres de mon moulin, puis s'en va les revendre grâce à l'aide de son ami Léon Deschamps.
Louis-Pilate de Brinn’Gaubast reprend ensuite le 15 avril 1889 la revue La Pléiade, dont il dirige la deuxième série, aux côtés d'Édouard Dubus, George-Albert Aurier, Louis Dumur, Alexandre Boutique (1851-1923), Vallette. Furieux de s'être fait piquer le titre, le 27 avril, Rodolphe Darzens le provoque en duel. Puis Deschamps, vexé de n'être pas invité à écrire dans cette revue, révèle à Daudet le vol du manuscrit (qui sera récupéré quelque temps plus tard). Une grande partie du milieu littéraire parisien tourne alors le dos à Brinn'Gaubast.
Vallette lui reste fidèle et l'invite à écrire dans les premiers numéros du nouveau Mercure de France en 1890, qui se dit l'héritier de La Pléiade. Et Brinn’Gaubast quitte la France dès novembre 1889 pour occuper un emploi de professeur à Constantinople.
Installé ensuite à Caen vers 1895, il collabore à L'Ermitage et représente la revue internationale portugaise Arte basée à Coimbra et dirigée par son ami Eugénio de Castro ; il traduit de l'allemand et du portugais vers le français, devient un spécialiste de Richard Wagner et de Nietzsche ; il correspond avec Paul Verlaine, André Gide, Paul Redonnel, et bien d'autres de ses contemporains,.
Avant 1900, marié, il s'installe à Anvers et ouvre une librairie, puis un cabinet de lecture à Bruxelles où il meurt en 1944. Son épouse survécut jusqu'au début des années 1960.
Ses collaborations à des périodiques, souvent sous pseudonymes, sont nombreuses : on compte Le Scapin, La Revue littéraire septentrionale, Le Chat noir, Le Pierrot, La Jeune Garde, Chimère, La Cravache, Le Courrier français, Le Monde poétique, Paris-Moderne, Le Siècle, La Revue blanche, la Revue des revues, la Revue encyclopédique...
Octave Mirbeau s'en inspire pour le personnage de Louis-Pilate Tarabustin dans Les 21 Jours d'un neurasthénique et Alphonse Daudet pour son roman Soutien de famille.

## Écrits
- Fils adoptif, La Librairie illustrée, 1888
- Sonnets insolents : précédés d’une préface et d’un argument par l'auteur, La Librairie illustrée, 1888.
- Mésaventures très véridiques de quelques Bêtes plus ou moins sages, illustré par Fedor Flinzer, W. Hinrichsen, 1889.
- [traduction] La Tétralogie de l'anneau du Nibelung de Richard Wagner, Dentu, 1894.
- [traduction] Les Maîtres-chanteurs de Nürnberg de Richard Wagner, Dentu 1896, avec Edmond Barthélémy.
- [traduction] Pan de Eugénio de Castro, L’Ermitage, 1896.
- La Passion de Notre-Seigneur, Émile Zola, ou un Messie devant les jeunes, Coll. bibliophile de L'Aube, Librairie Nilsson Per Lam, 1896.
- [préface] Georges Oudinot, Petites Proses, Chemuel, 1896.
- [collectif] Le Portugal, Librairie Larousse, 1900.
- À propos de M. Mirbeau, Anvers, Méphisto, 1909.
- Le journal inédit de Louis-Pilate de Brinn'Gaubast, Horay, 1997, édité par Jean-Jacques Lefrère et Philippe Oriol.